# حزب الوسط الفنلندي

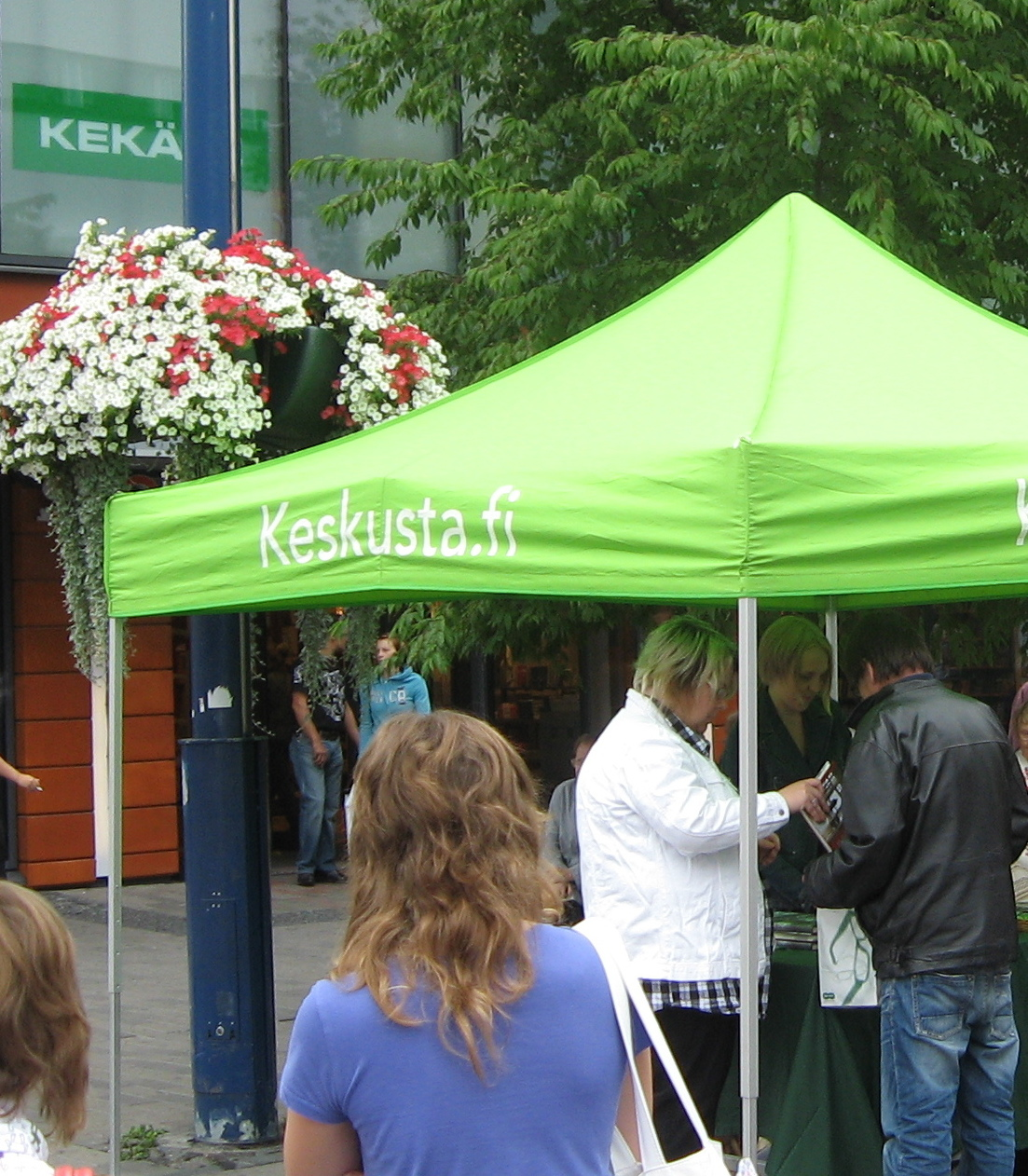

حزب الوسط الفنلندي (بالفنلندية: Keskusta) هو حزب سياسي وسطي فنلندي. وهو أحد أكبر ثلاثة أحزاب في البلاد بجانب الحزب الاشتراكي الديمقراطي وحزب الائتلاف الوطني. يبلغ عدد مقاعده 51 من 200 معقد برلماني في عام 2007. رئيسه ماتي فانهانن هو رئيس برلمان فنلندا الحالي.